# Polyplectron bicalcaratum

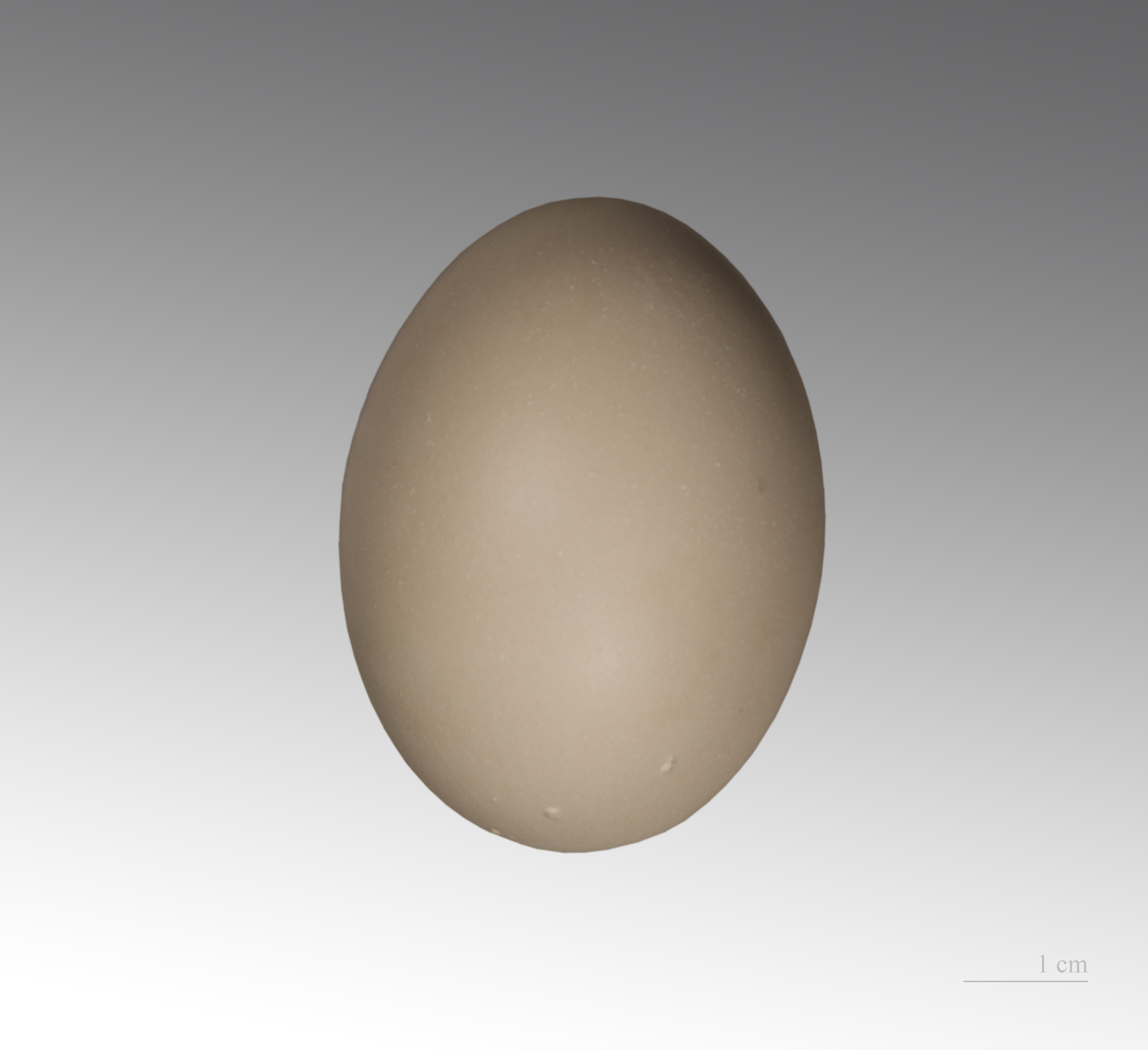
Uovo di speroniere chinquis.

Lo speroniere chinquis, speroniere della Birmania o speroniere grigio (Polyplectron bicalcaratum (Linnaeus, 1758)) è un uccello galliforme della famiglia dei Fasianidi.

## Descrizione

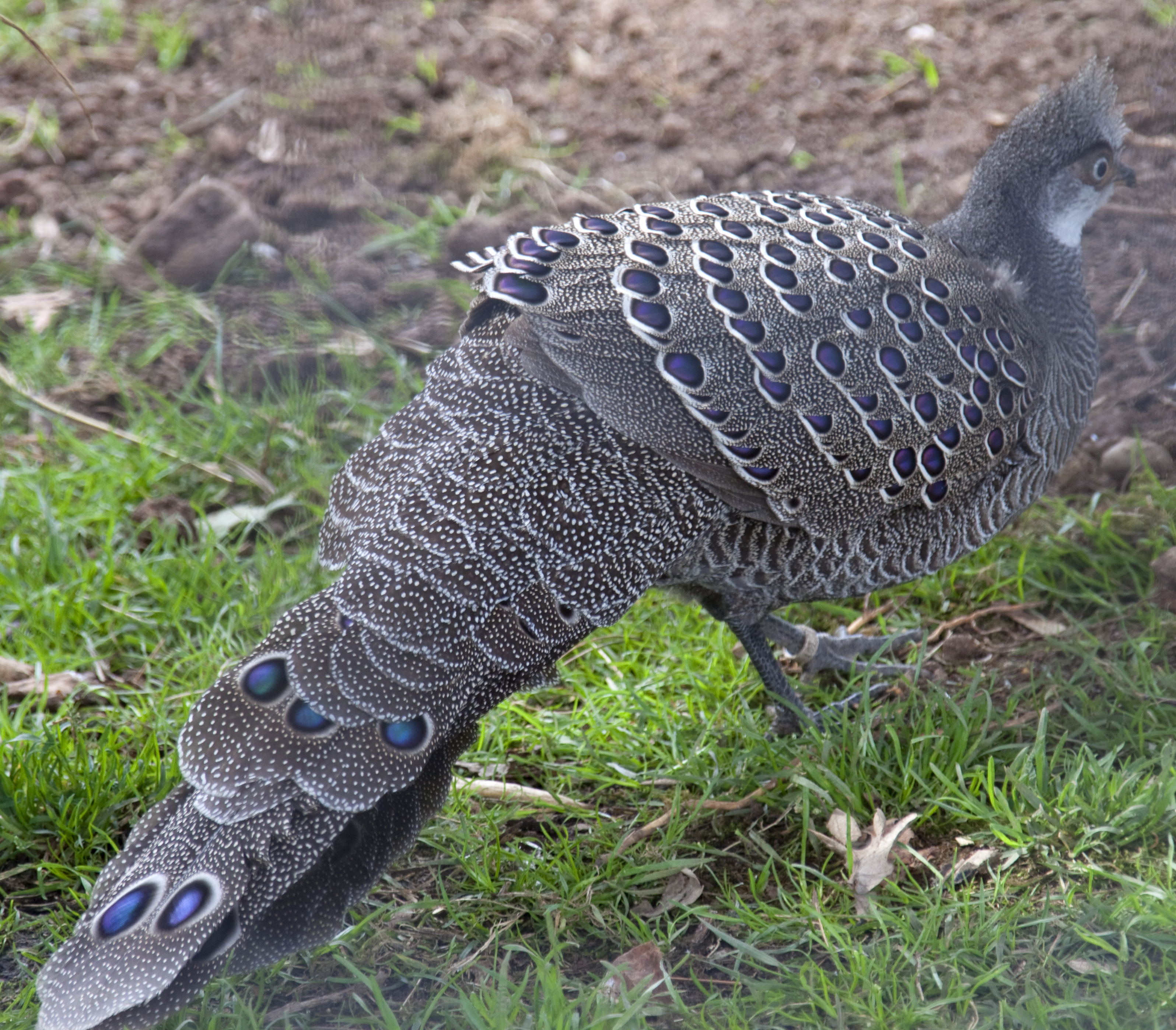

### Dimensioni
Il maschio misura 56-76 cm di lunghezza (di cui 35-40 costituiti dalla sola coda) per 568-910 g di peso; la femmina 48-55 cm (di cui 25-30 di coda) per 450-550 g.

### Aspetto
Questo piccolo fagiano è parente stretto dell'argo maggiore, celebre per i suoi numerosi ocelli. Deve il nome scientifico alla presenza, nel maschio, di due speroni sulla parte posteriore del tarso. Al suo stesso genere appartengono altre sette specie, tutte strettamente imparentate tra loro. Il maschio si riconosce per il piumaggio marrone-grigio finemente chiazzato di grigio scuro, bianco e camoscio. Tra l'altro, possiede superbi ocelli di colore blu-verde metallico sulle ali e sul mantello. Ogni piuma della coda è contrassegnata da due larghi ocelli verde metallico con sfumature porpora. Le guance e la gola sono bianche ed una cresta erettile corona la parte superiore della testa.
La femmina è più piccola del maschio e presenta un piumaggio più opaco, con un minor numero di ocelli. Questi sono neri con i bordi bianchi. Il petto è ricoperto di macchie fulve che conferiscono un aspetto squamoso al piumaggio. Le parti inferiori sono barrate. Il maschio immaturo somiglia alla femmina, ma è più alto sulle zampe e presenta una coda più lunga. Nel giro di alcune settimane, i suoi ocelli divengono più numerosi ed assumono un riflesso metallico viola.
Esistono numerose variazioni geografiche, in passato considerate come sottospecie, che si distinguono principalmente per l'intensità della colorazione grigia del piumaggio. Lo speroniere himalayano è quello che presenta una colorazione più chiara, mentre quello di Lowe è più scuro. Lo speroniere di Hainan è nettamente più piccolo e viene attualmente considerato come una specie separata.

### Voce
Lo speroniere chinquis emette richiami gutturali, ripetuti rapidamente, tanto che appaiono come una risata. Durante la stagione riproduttiva, è possibile ascoltare la sua voce in qualsiasi momento della giornata, mentre durante il resto dell'anno predilige piuttosto l'alba e il tramonto per lanciare i suoi vocalizzi. Ben nascosto nel fitto sottobosco, tradisce la sua presenza con dei wak-wak-wak-wak eccitati.

## Biologia
Anche se molto comune in alcune aree, lo speroniere chinquis è difficile da osservare a causa della sua discrezione e della massima cautela che lo spinge a fuggire nel sottobosco delle foreste sempreverdi al minimo segnale di pericolo. In quest'ultimo caso, come molti altri speronieri, è riluttante a prendere il volo. Lo speroniere chinquis ha la coda appiattita e la sua parata è di tipo «frontale» e non laterale come nel caso del fagiano comune. Secondo alcuni osservatori del passato, il maschio ripulisce uno spazio di poche decine di centimetri quadrati di suolo forestale prima di esibirsi. In seguito spalanca le ali ed apre la coda a ventaglio, per poi abbassarla e sollevarla alternativamente. In questa posizione, gli ocelli diventano molto visibili. Nonostante i colori apparentemente modesti del piumaggio, l'effetto prodotto è sorprendente. Mentre agisce in questa maniera, il maschio arruffa inoltre le piume del collo e della cresta.

### Alimentazione
Lo speroniere chinquis ha una dieta onnivora. Si nutre di semi, bacche, frutti e invertebrati, con una spiccata preferenza per le termiti. Quando è in cerca di cibo, l'uccello adotta un comportamento lento, metodico e discreto, quasi senza fare il minimo rumore. Gratta tranquillamente la lettiera di foglie con le zampe e afferra con il becco le prede che mette allo scoperto.

### Riproduzione
Attualmente si ritiene che nel suo ambiente naturale questo piccolo fagiano sia una specie monogama. Tuttavia, questa affermazione potrebbe essere messa in discussione in seguito all'acquisizione di informazioni recenti provenienti da esemplari in cattività, che dimostrano chiaramente come la specie sia in grado talvolta di avere un comportamento poligamo. La stagione della riproduzione ha luogo in maggio e giugno, durante la stagione delle piogge, quando gli speronieri si radunano nei settori più riparati della foresta. Il nido è situato a terra, tra le erbe ai piedi di un grosso cespuglio o in una cavità situata nel fitto sottobosco. La covata è costituita da due uova somiglianti a quelle di un pollo nano e di colore bianco rosato. L'incubazione si protrae per 21 giorni. Nell'ambiente naturale, durante il periodo dell'allevamento, questa specie vive di preferenza in piccoli gruppi familiari.

## Distribuzione ed habitat
Lo speroniere chinquis frequenta le fitte foreste costituite da alberi sempreverdi e dotate di uno spesso sottobosco, di una densa boscaglia o di boschetti di bambù. Nonostante sia soprattutto un abitante degli ambienti primari, è possibile trovarlo anche nelle foreste secondarie costituite da piccoli alberi di meno di 4 anni che hanno colonizzato antiche risaie terrazzate o vecchi campi abbandonati. Occasionalmente, può essere osservato in alcune foreste vergini ove vi siano profonde gole ed affioramenti rocciosi tra i fitti cespugli. Questa specie abita generalmente ad altitudini inferiori ai 1300 metri, tuttavia, in alcune regioni, può spingersi fino a 1800 m (Thailandia) e addirittura 2000 m (Yunnan, nel sud della Cina). All'interno dell'Asia lo speroniere chinquis occupa un areale molto vasto, che si estende dal nord-est dell'India e dal Bhutan fino al sud della Cina.

## Tassonomia
Al giorno d'oggi la specie viene considera monotipica, ma in passato ne venivano riconosciute cinque sottospecie. Esse erano: lo speroniere himalayano o di Baker (P. b. bakeri), diffuso nel nord-est dell'India (Sikkim, Assam e Arunachal Pradesh) e in Bhutan; lo speroniere birmano (P. b. bicalcaratum), la forma nominale, presente nel sud della Cina, in Myanmar, nell'est del Bangladesh e nel nord del Laos; lo speroniere di Ghigi (P. b. ghigii), diffuso nel centro del Laos, nel nord e nel centro del Vietnam e nell'estremità nord-orientale della Cambogia; e lo speroniere di Lowe (P. b. bailyi), che, essendo presumibilmente proveniente dalla parte orientale dell'Himalaya e dall'ovest dell'Assam, era di fatto la sottospecie più occidentale. L'ultima sottospecie, lo speroniere di Hainan (P. b. katsumatae), endemica dell'isola di Hainan, viene invece attualmente considerata una specie a parte col nome di Polyplectron katsumatae.